# Stegana ikedai
Stegana ikedai är en tvåvingeart som beskrevs av Toyohi Okada och Vasily S. Sidorenko 1992. Stegana ikedai ingår i släktet Stegana och familjen daggflugor.
Artens utbredningsområde är Etiopien. Inga underarter finns listade i Catalogue of Life.